# 李秀智

李秀智（： Lee Su-ji，1985年4月2日—），韓國喜劇演員，代表作為KBS《搞笑演唱會》，並憑此獲得2017年第44屆韓國放送大獎喜劇演員獎。

## 电视剧
- 2015年：JTBC《為純情著迷》飾演 吳美露
- 2018年：MBN《馬成的喜悅》飾演 高蘭珠
- 2021年：TVING《來魔女食堂吧》（特別出演）
- 2023年：ENA《新兵2》飾演 朴民席的姊姊（特別演出）
- 2024年：tvN《淚之女王》饰演 方实
- 2024年：tvN《背着善宰跑》饰演 天神奶奶（特别出演）
- 2025年：ENA《主婦偵探社》飾演 朴秀智

## 獎項
| 年份 | 頒獎典禮           | 獎項                       | 作品                  | 結果 |
| ---- | ------------------ | -------------------------- | --------------------- | ---- |
| 2023 | 第59屆百想藝術大獎 | 女子綜藝賞                 | 不適用                | 提名 |
| 2024 | 第60屆百想藝術大獎 | 女子綜藝賞                 | 不適用                | 提名 |
| 2024 | 第3屆青龍系列大獎  | 綜藝·教養部門 女子綜藝人獎 | 《SNL Korea第5季》    | 提名 |
| 2025 | 第61屆百想藝術大獎 | 女子綜藝賞                 | 不適用                | 獲獎 |
| 2025 | 第4屆青龍系列大獎  | 綜藝·教養部門 女子綜藝人賞 | 《SNL Korea第6、7季》 | 獲獎 |

## 外部連結
- 李秀智的Instagram帳戶